# Elburgo/Burgelu
Elburgo/Burgelu község Spanyolországban, Arabában. Lakosainak száma 642 fő (2024).

## Földrajza
Elburgo/Burgelu Alegría-Dulantzi, Iruraiz-Gauna, Bernedo, Vitoria-Gasteiz, Arratzua-Ubarrundia, Barrundia és Leintz-Gatzaga községekkel határos.

## Népesség
A település lakosságának változását az alábbi diagram mutatja:
| Lakosok száma | 375  | 453  | 480  | 541  | 623  | 624  | 612  | 599  | 634  | 642  |
|               | 2001 | 2004 | 2006 | 2009 | 2011 | 2014 | 2016 | 2019 | 2021 | 2024 |